# Mucrencyrtus ecuadorensis
Mucrencyrtus ecuadorensis är en stekelart som beskrevs av Sharkov 1996. Mucrencyrtus ecuadorensis ingår i släktet Mucrencyrtus och familjen sköldlussteklar.
Artens utbredningsområde är:
- Costa Rica.
- Ecuador.

Inga underarter finns listade i Catalogue of Life.